# پرچم اندونزی
پرچم اندونزی برای اولین بار در ۱۷ اوت ۱۹۴۵ به رسمیت شناخته شد. این پرچم به‌عنوان پرچم ملی و نشان ملی شناخته می‌شود و همچنین دارای تناسب ۲:۳ می‌باشد.
پرچم اندونزی با پرچم کشورهای موناکو و لهستان شباهت دارد.

## تاریخچه و معنی
این کشور مورخ اوت ۱۹۴۵ و همزمان با استقلال از هلند، از پرچم جدید خود به عنوان پرچم اندونزی رونمایی کرد. پرچم اندونزی جزو ساده‌ترین پرچم‌های دنیا بوده که تنها از دو رنگ قرمز و سفید تشکیل شده‌است.